# Zoltán Kovács (calciatore)
Zoltán Kovács (Budapest, 24 settembre 1973) è un ex calciatore ungherese, di ruolo attaccante.

## Caratteristiche tecniche
Era un centravanti.

## Palmarès

### Club

#### Competizioni nazionali
- Supercoppa d'Ungheria: 1

Újpest: 2002